# セルジュ・トゥビアナ

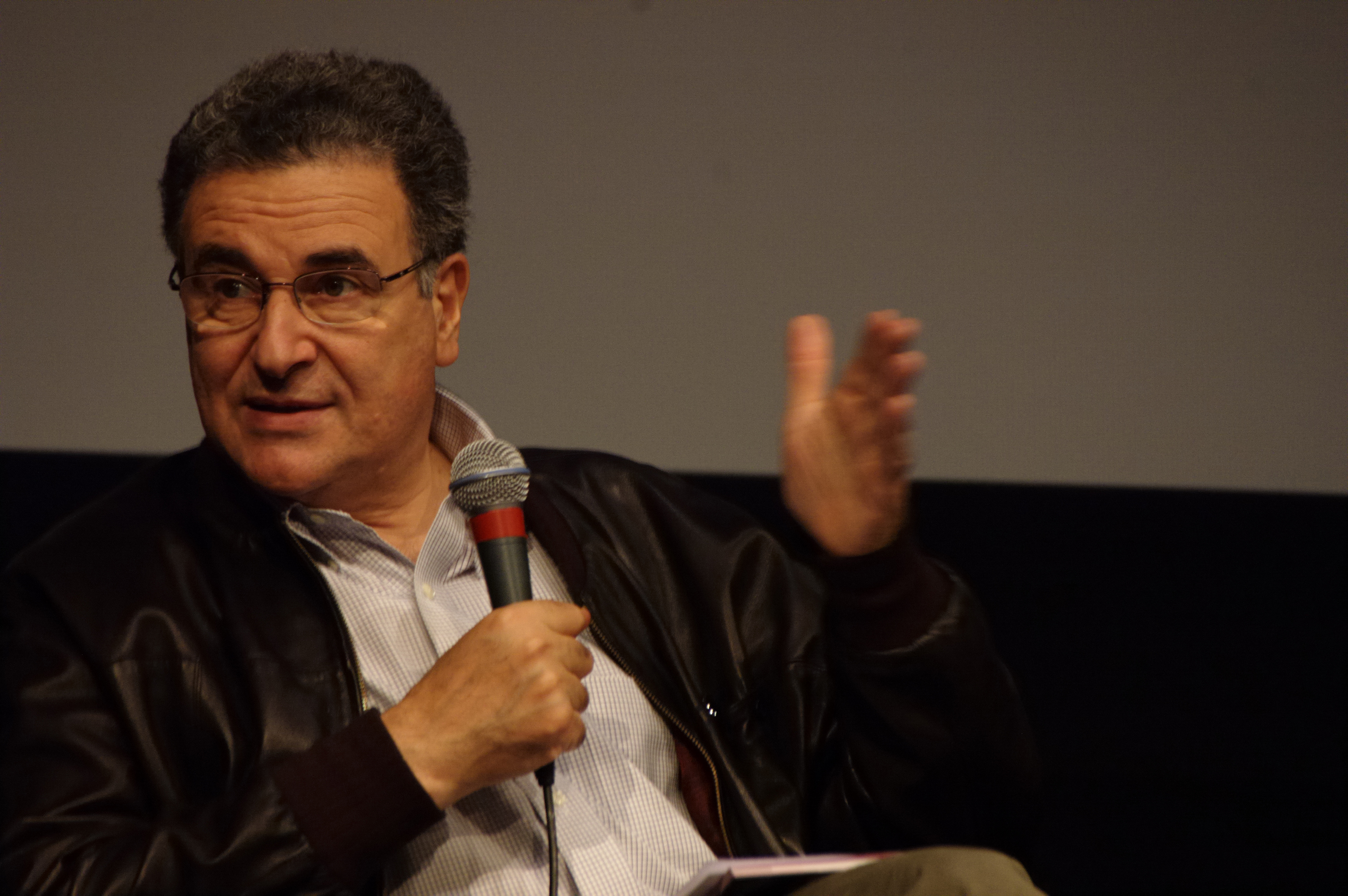
セルジュ・トゥビアナ

セルジュ・トゥビアナ（Serge Toubiana、1949年8月15日 - ）は、フランスの映画評論家。シネマテークフランセーズのディレクターである。

## 著書
- Antoine de Baecque et Serge Toubiana, François Truffaut, Gallimard, Paris, 2001
- Raymond Depardon et Serge Toubiana, Le désert américain, 2007
- Arthur Miller et Serge Toubiana, The Misfits - Chronique d'un tournage par les photographes de Magnum, 1999

| スタブアイコン | サブスタブ | この項目は、まだ閲覧者の調べものの参照としては役立たない、人物に関連した書きかけの項目です。この項目を加筆・訂正などしてくださる協力者を求めています（P:人物伝/PJ:人物伝）。 |